# Euselasia mirania
Euselasia mirania är en fjärilsart som beskrevs av Bates 1868. Euselasia mirania ingår i släktet Euselasia och familjen Riodinidae. Inga underarter finns listade i Catalogue of Life.